# Porto Ferreira
Porto Ferreira is een gemeente in de Braziliaanse deelstaat São Paulo. De gemeente telt 51.090 inwoners (schatting 2009). Langs de stad stroomt de rivier de Moji-Guaçu.

## Geografie

### Aangrenzende gemeenten
De gemeente grenst aan Descalvado, Pirassununga, Santa Cruz das Palmeiras en Santa Rita do Passa Quatro.

### Verkeer en vervoer
De plaats ligt aan de radiale snelweg BR-050 tussen Brasilia en Santos. Daarnaast ligt ze aan de wegen BR-267, SP-215, SP-267, SP-328 en SP-330.

## Religie
Het Christendom is als volgt in de stad aanwezig:

### Katholieke Kerk
De katholieke kerk in de gemeente maakt deel uit van het Bisdom Limeira.

### Protestantse Kerk
De meest uiteenlopende evangelische overtuigingen zijn aanwezig in de stad, voornamelijk pinkstergelovigen, waaronder onder meer de Assemblies of God in Brazilië (de grootste evangelische kerk van het land) en de Christelijke Congregatie in Brazilië. Deze denominaties groeien steeds meer in heel Brazilië.